# Jacob Miller
Jacob Miller (Mandeville, 4 de mayo de 1952 Kingston- 23 de marzo de 1980) fue un artista Reggae y rastafari jamaiquino. 

## Biografía
Nacido en Mandeville, Jamaica, en 1952, era hijo único de Joan Ashman, cantante de coro y pianista. Nunca conoció a su padre, Desmond Elliot. Cuando era niño, fue criado principalmente por su tía abuela. En 1960, a la edad de ocho años, se mudó a Kingston, Jamaica .  
Miller hizo un cameo homónimo en la película clásica de culto de Roots Reggae Rockers. 
En marzo de 1980, Jacob Miller fue con Bob Marley y el fundador de Island Records, Chris Blackwell, a Brasil para celebrar la apertura de nuevas oficinas de Island en América del Sur. Poco después de regresar a Jamaica el domingo 23 de marzo de 1980, Miller y uno de sus hijos murieron en un accidente automovilístico en Hope Road en Kingston, Jamaica. Miller e Inner Circle se habían estado preparando para una gira americana con Bob Marley and the Wailers, y el siguiente álbum, Mixed Up Moods, se había grabado antes de su muerte.  
Jacob Miller era primo del artista de reggae británico Maxi Priest .  Cada año, su álbum de Navidad tiene una gran rotación durante la temporada navideña en Jamaica. 